# Joshua Ramos
Joshua Mitchell Ramos (25 aprile 2000) è un calciatore americo-verginiano, difensore dei Chattanooga Red Wolves e della nazionale americo-verginiana.

## Carriera

### Nazionale
Nel 2019 ha esordito in nazionale.

## Statistiche

### Cronologia presenze e reti in nazionale
| Cronologia completa delle presenze e delle reti in nazionale ― Isole Vergini Americane | Cronologia completa delle presenze e delle reti in nazionale ― Isole Vergini Americane | Cronologia completa delle presenze e delle reti in nazionale ― Isole Vergini Americane | Cronologia completa delle presenze e delle reti in nazionale ― Isole Vergini Americane | Cronologia completa delle presenze e delle reti in nazionale ― Isole Vergini Americane | Cronologia completa delle presenze e delle reti in nazionale ― Isole Vergini Americane | Cronologia completa delle presenze e delle reti in nazionale ― Isole Vergini Americane | Cronologia completa delle presenze e delle reti in nazionale ― Isole Vergini Americane |
| Data                                                                                   | Città                                                                                  | In casa                                                                                | Risultato                                                                              | Ospiti                                                                                 | Competizione                                                                           | Reti                                                                                   | Note                                                                                   |
| -------------------------------------------------------------------------------------- | -------------------------------------------------------------------------------------- | -------------------------------------------------------------------------------------- | -------------------------------------------------------------------------------------- | -------------------------------------------------------------------------------------- | -------------------------------------------------------------------------------------- | -------------------------------------------------------------------------------------- | -------------------------------------------------------------------------------------- |
| 16-11-2019                                                                             | George Town                                                                            | Isole Cayman                                                                           | 1 – 0                                                                                  | Isole Vergini Americane                                                                | CONCACAF Nations League 2019-2020 - Fase a gironi                                      | -                                                                                      |                                                                                        |
| 19-11-2019                                                                             | Upper Bethlehem                                                                        | Isole Vergini Americane                                                                | 1 – 2                                                                                  | Saint-Martin                                                                           | CONCACAF Nations League 2019-2020 - Fase a gironi                                      | -                                                                                      |                                                                                        |
| 21-3-2021                                                                              | Fort Lauderdale                                                                        | Anguilla                                                                               | 0 – 0                                                                                  | Isole Vergini Americane                                                                | Amichevole                                                                             | -                                                                                      |                                                                                        |
| 27-3-2021                                                                              | Upper Bethlehem                                                                        | Isole Vergini Americane                                                                | 0 – 3                                                                                  | Antigua e Barbuda                                                                      | Qual. Mondiali 2022                                                                    | -                                                                                      |                                                                                        |
| 30-3-2021                                                                              | Saint George's                                                                         | Grenada                                                                                | 1 – 0                                                                                  | Isole Vergini Americane                                                                | Qual. Mondiali 2022                                                                    | -                                                                                      |                                                                                        |
| 2-6-2021                                                                               | San Cristóbal                                                                          | Montserrat                                                                             | 4 – 0                                                                                  | Isole Vergini Americane                                                                | Qual. Mondiali 2022                                                                    | -                                                                                      |                                                                                        |
| 6-6-2021                                                                               | Christiansted                                                                          | Isole Vergini Americane                                                                | 0 – 7                                                                                  | El Salvador                                                                            | Qual. Mondiali 2022                                                                    | -                                                                                      |                                                                                        |
| Totale                                                                                 |                                                                                        | Presenze                                                                               | 7                                                                                      |                                                                                        | Reti                                                                                   | 0                                                                                      |                                                                                        |